# جهينة (مركز)

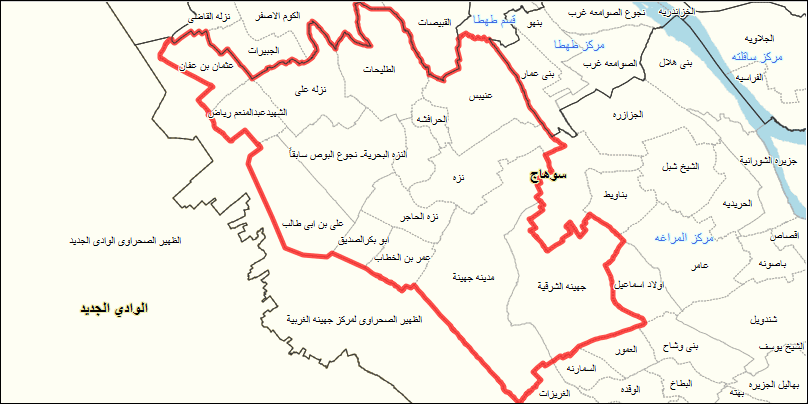
خريطة مركز جهينة

مركز ومدينة جهينة بمحافظة سوهاج في مصر. تعدّ إحدى المدن الكبيرة. تتميز بالنشاط التجارى الواسع.

## أصل التسمية
تنتسب جهينة الي جهينة بن زيد بن ليث بن سود بن أسلم بن الحاف بن قضاعة وهي قبيلة عربية كبيرة وتوجد لها فروع في العديد من الدول العربية.

## تاريخ جهينة في مصر
نزلت جهينة مصر أيام الفتوحات الإسلامية مع جيش الراية بقيادة عمرو بن العاص سنة 43 هـ وانتشرا بعدها في منطقة الأشمونين جنوب المنيا ثم اتجهوا جنوبا نحو سوهاج والنوبة. حاليا تنتشر جهينة بمصر في سوهاج وهناك عائلات من جهينة في محافظة الشرقية وقنا والقليوبية. ما زال قسم كبير يحتفظ باسم قبيلة جهينة. في زمن خلافة معاوية بن أبي سفيان سنة 44 هـ تولي الصحابي عقبة بن عامر الجهني رضى الله عنه على مصر.
- ساند عبد الله بهادر عمدة جهينة كلها قبل أن تقسم لشرقية وغربية الثورة العرابية وأمدها بالمال والعتاد والرجال مما أفقده منصبه بعد هزيمة العرابيين في التل الكبير واحتلال الإنجليز للبلاد أنظر كتاب الثورة العرابية والاحتلال الانجليزى لـ عبد الرحمن الرافعي ص429والوقائع المصرية عدد أول يناير سنة 1883م
- قاوم أهالي جهينة الحملة الفرنسية بكل بسالة ونضال -حيث تحتفل محافظة سوهاج بالعيد القومي يوم 10 أبريل تخليدا لهذه الملحمة الوطنية.

## قرى جهينة
يوجد بالإضافة لمدينة جهينة (جهينة الغربية) ثلاث مجالس قرى هي:
- مجلس قروي جهينة الشرقية ويتبعه نجوع: نجع القلعة الكبيرة، نجع محروس، نجع حمودة، نجع بهادر وحميد، وأبو زيد، ووحشي، والسيدأبوزيد، وكوم الجرون، والضبع، وأبو عقيل، وعبد الرسول، ونجع غزالى.والحويج ونجع الجبل ونجع عزوز ونجع الحدود ونجع عبد الغني ونجع حمزة ونجع حواء والمنطقة الغربية بالجبل الغربي (مسجد التوبة).قرية العاشرمن رمضان
- مجلس قروي عنيبس ويتبعه قري (عنيبس-الحرافشه-نزه الحاجر)
- مجلس قروي الطليحات ويتبعه قري (نزلة على-النزة البحرية-نزة المحزمين-الدقيشية-نزة الهيش)

## أعلام جهينة
- جمال الغيطاني الصحفى والأديب المعروف والمراسل الحربى في حرب أكتوبر رئيس تحرير أخبار
- محمود بخيت الربيعي ناقد أدبي وأكاديمي